# Liste der Sieger der ATP-World-Tour-500-Turniere (Doppel)

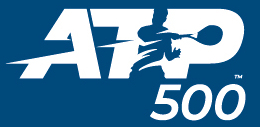
ATP 500 Logo

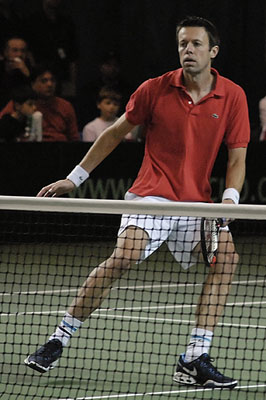
Daniel Nestor ist mit 20 Erfolgen im Doppel bei Turnieren der Kategorie ATP Tour 500 der erfolgreichste Athlet.

Die Liste der Sieger der ATP-Tour-500-Turniere (Doppel) listet alle Sieger der Tennisturniere der ATP Tour 500 (Name seit 2019) sowie deren Vorgängerserien ATP Championship Series (1990–1999), ATP International Series Gold (2000–2008) und ATP World Tour (2009–2018) seit 1990 im Doppel auf. Die Turniere der ATP Tour 500 stehen in ihrer Wertigkeit im Herrentennis unterhalb der Grand-Slam- und der Masters-Turniere sowie oberhalb der ATP-Tour-250-Serie.
Der erfolgreichste Spieler bei den ATP--Tour-500-Turnieren im Doppel ist Daniel Nestor mit insgesamt 20 Erfolgen, gefolgt von Nenad Zimonjić mit 17 Titeln und Mark Knowles mit 15 Titeln.
Insgesamt gehören oder gehörten seit 1990 30 Turniere in 27 Städten zur Serie. Von den ursprünglichen zwölf Turnieren gehören heute nur noch die Turniere von Barcelona, Tokio und Washington zu dieser Kategorie. Auch die Anzahl der Turniere pro Saison unterlag Veränderungen: Während zu Beginn der 90er-Jahre zwölf Turniere Teil der Serie waren, gehörten von 2003 bis 2008 lediglich neun Turniere dazu. Aktuell umfasst die Serie 13 Turniere.

## Turniersieger

### 1990 bis 1999
| ATP Tour 1990    | ATP Tour 1990     | ATP Tour 1990                       | ATP Tour 1990                   | ATP Tour 1990 |
| Turnier          | Platzbelag        | Sieger                              | Finalgegner                     | Ergebnis      |
| ---------------- | ----------------- | ----------------------------------- | ------------------------------- | ------------- |
| Toronto Indoor   | Teppich (Halle)   | Patrick Galbraith David Macpherson  | Neil Broad Kevin Curren         | 2:6, 6:4, 6:3 |
| Brüssel          | Teppich (Halle)   | Emilio Sánchez Slobodan Živojinović | Goran Ivanišević Balázs Taróczy | 7:5, 6:3      |
| Philadelphia     | Teppich (Halle)   | Rick Leach Jim Pugh                 | Grant Connell Glenn Michibata   | 3:6, 6:4, 6:2 |
| Stuttgart Indoor | Teppich (Halle)   | Guy Forget Jakob Hlasek             | Michael Mortensen Tom Nijssen   | 6:3, 6:2      |
| Tokio            | Hartplatz         | Mark Kratzmann Wally Masur          | Kent Kinnear Brad Pearce        | 3:6, 6:3, 6:4 |
| Barcelona        | Sand              | Andrés Gómez Javier Sánchez         | Sergio Casal Emilio Sánchez     | 7:6, 7:5      |
| Stuttgart        | Sand              | Pieter Aldrich Danie Visser         | Per Henricsson Nicklas Utgren   | 6:3, 6:4      |
| Washington       | Hartplatz         | Grant Connell Glenn Michibata       | Jorge Lozano Todd Witsken       | 6:3, 6:7, 6:2 |
| Indianapolis     | Hartplatz         | Scott Davis David Pate              | Grant Connell Glenn Michibata   | 4:6, 6:2, 6:2 |
| New Haven        | Hartplatz         | Jeff Brown Scott Melville           | Goran Ivanišević Petr Korda     | 7:5, 7:6      |
| Sydney Indoor    | Hartplatz (Halle) | Broderick Dyke Peter Lundgren       | Stefan Edberg Ivan Lendl        | 6:2, 6:4      |
| Tokio Indoor     | Teppich (Halle)   | Guy Forget (2) Jakob Hlasek (2)     | Scott Davis David Pate          | 7:6, 7:5      |

| ATP Tour 1991    | ATP Tour 1991     | ATP Tour 1991                      | ATP Tour 1991                   | ATP Tour 1991 |
| Turnier          | Platzbelag        | Sieger                             | Finalgegner                     | Ergebnis      |
| ---------------- | ----------------- | ---------------------------------- | ------------------------------- | ------------- |
| Philadelphia     | Teppich (Halle)   | Rick Leach (2) Jim Pugh (2)        | Udo Riglewski Michael Stich     | 6:4, 6:4      |
| Brüssel          | Teppich (Halle)   | Todd Woodbridge Mark Woodforde     | Libor Pimek Michiel Schapers    | 6:3, 6:0      |
| Memphis          | Hartplatz (Halle) | Michael Stich Udo Riglewski        | John Fitzgerald Laurie Warder   | 6:2, 6:7, 6:3 |
| Stuttgart Indoor | Teppich (Halle)   | Sergio Casal Emilio Sánchez (2)    | Jeremy Bates Nick Brown         | 6:3, 7:5      |
| Barcelona        | Sand              | Horacio de la Peña Diego Nargiso   | Boris Becker Eric Jelen         | 3:6, 7:6, 6:4 |
| Tokio            | Hartplatz         | Stefan Edberg Todd Woodbridge (2)  | John Fitzgerald Anders Järryd   | 6:4, 5:7, 6:4 |
| Stuttgart        | Sand              | Wally Masur (2) Emilio Sánchez (3) | Omar Camporese Goran Ivanišević | 4:6, 6:3, 6:4 |
| Washington       | Hartplatz         | Scott Davis (2) David Pate (2)     | Ken Flach Robert Seguso         | 6:4, 6:2      |
| Indianapolis     | Hartplatz         | Ken Flach Robert Seguso            | Kent Kinnear Sven Salumaa       | 6:4, 6:3      |
| New Haven        | Hartplatz         | Petr Korda Wally Masur (3)         | Jeff Brown Scott Melville       | kampflos      |
| Sydney Indoor    | Hartplatz (Halle) | Jim Grabb Richey Reneberg          | Luke Jensen Laurie Warder       | 6:4, 6:4      |
| Tokio Indoor     | Teppich (Halle)   | Jim Grabb (2) Richey Reneberg (2)  | Scott Davis David Pate          | 7:5, 2:6, 7:6 |

| ATP Tour 1992    | ATP Tour 1992     | ATP Tour 1992                          | ATP Tour 1992                 | ATP Tour 1992 |
| Turnier          | Platzbelag        | Sieger                                 | Finalgegner                   | Ergebnis      |
| ---------------- | ----------------- | -------------------------------------- | ----------------------------- | ------------- |
| Brüssel          | Teppich (Halle)   | Boris Becker John McEnroe              | Guy Forget Jakob Hlasek       | 6:3, 6:2      |
| Memphis          | Hartplatz (Halle) | Todd Woodbridge (3) Mark Woodforde (2) | Kevin Curren Gary Muller      | 7:6, 6:1      |
| Philadelphia     | Teppich (Halle)   | Todd Woodbridge (4) Mark Woodforde (3) | Jim Grabb Richey Reneberg     | 6:4, 7:6      |
| Stuttgart Indoor | Teppich (Halle)   | Tom Nijssen Cyril Suk                  | John Fitzgerald Anders Järryd | 6:3, 6:7, 6:3 |
| Barcelona        | Sand              | Andrés Gómez (2) Javier Sánchez (2)    | Ivan Lendl Karel Nováček      | 6:4, 6:4      |
| Tokio            | Hartplatz         | Kelly Jones Rick Leach (3)             | John Fitzgerald Anders Järryd | 0:6, 7:5, 6:3 |
| Stuttgart        | Sand              | Glenn Layendecker Byron Talbot         | Marc Rosset Javier Sánchez    | 4:6, 6:3, 6:4 |
| Washington       | Hartplatz         | Bret Garnett Jared Palmer              | Ken Flach Todd Witsken        | 6:2, 6:3      |
| Indianapolis     | Hartplatz         | Jim Grabb (3) Richey Reneberg (3)      | Grant Connell Glenn Michibata | 4:6, 6:2, 7:6 |
| New Haven        | Hartplatz         | Kelly Jones (2) Rick Leach (4)         | Patrick McEnroe Jared Palmer  | 7:5, 4:6, 7:5 |
| Sydney Indoor    | Hartplatz (Halle) | Patrick McEnroe Jonathan Stark         | Jim Grabb Richey Reneberg     | 6:2, 6:3      |
| Tokio Indoor     | Teppich (Halle)   | Todd Woodbridge (5) Mark Woodforde (4) | Jim Grabb Richey Reneberg     | 7:6, 6:4      |

| ATP Tour 1993    | ATP Tour 1993     | ATP Tour 1993                           | ATP Tour 1993                   | ATP Tour 1993 |
| Turnier          | Platzbelag        | Sieger                                  | Finalgegner                     | Ergebnis      |
| ---------------- | ----------------- | --------------------------------------- | ------------------------------- | ------------- |
| Mailand          | Teppich (Halle)   | Mark Kratzmann (2) Wally Masur (4)      | Tom Nijssen Cyril Suk           | 4:6, 6:3, 6:4 |
| Memphis          | Hartplatz (Halle) | Todd Woodbridge (6) Mark Woodforde (5)  | Jacco Eltingh Paul Haarhuis     | 6:4, 4:6, 6:3 |
| Philadelphia     | Teppich (Halle)   | Jim Grabb (4) Richey Reneberg (4)       | Marcos Ondruska Brad Pearce     | 6:7, 6:3, 6:0 |
| Stuttgart Indoor | Teppich (Halle)   | Mark Kratzmann (3) Wally Masur (5)      | Steve DeVries David Macpherson  | 6:3, 7:6      |
| Barcelona        | Sand              | Shelby Cannon Scott Melville (2)        | Sergio Casal Emilio Sánchez     | 7:6, 6:1      |
| Tokio            | Hartplatz         | Ken Flach (2) Rick Leach (5)            | Glenn Michibata David Pate      | 2:6, 6:3, 6:4 |
| Stuttgart        | Sand              | Tom Nijssen (2) Cyril Suk (2)           | Gary Muller Piet Norval         | 7:6, 6:3      |
| Washington       | Hartplatz         | Byron Black Rick Leach (6)              | Grant Connell Patrick Galbraith | 6:4, 7:5      |
| Indianapolis     | Hartplatz         | Scott Davis (3) Todd Martin             | Ken Flach Rick Leach            | 3:6, 6:3, 6:2 |
| New Haven        | Hartplatz         | Cyril Suk (3) Daniel Vacek              | Steve DeVries David Macpherson  | 7:5, 6:4      |
| Sydney Indoor    | Hartplatz (Halle) | Patrick McEnroe (2) Richey Reneberg (5) | Alexander Mronz Lars Rehmann    | 6:3, 7:5      |
| Tokio Indoor     | Teppich (Halle)   | Grant Connell (2) Patrick Galbraith (2) | Luke Jensen Murphy Jensen       | 6:3, 6:4      |

| ATP Tour 1994    | ATP Tour 1994     | ATP Tour 1994                           | ATP Tour 1994                    | ATP Tour 1994 |
| Turnier          | Platzbelag        | Sieger                                  | Finalgegner                      | Ergebnis      |
| ---------------- | ----------------- | --------------------------------------- | -------------------------------- | ------------- |
| Mailand          | Teppich (Halle)   | Tom Nijssen (3) Cyril Suk (4)           | Hendrik Jan Davids Piet Norval   | 4:6, 7:6, 7:6 |
| Memphis          | Hartplatz (Halle) | Byron Black (2) Jonathan Stark (2)      | Jim Grabb Jared Palmer           | 6:2, 6:4      |
| Philadelphia     | Teppich (Halle)   | Jacco Eltingh Paul Haarhuis             | Jim Grabb Jared Palmer           | 6:3, 6:4      |
| Stuttgart Indoor | Teppich (Halle)   | David Adams Andrei Olchowski            | Grant Connell Patrick Galbraith  | 6:7, 6:4, 7:6 |
| Barcelona        | Sand              | Jewgeni Kafelnikow David Rikl           | Jim Courier Javier Sánchez       | 5:7, 6:1, 6:4 |
| Tokio            | Hartplatz         | Henrik Holm Anders Järryd               | Sébastien Lareau Patrick McEnroe | 7:5, 6:1      |
| Stuttgart        | Sand              | Scott Melville (3) Piet Norval          | Jacco Eltingh Paul Haarhuis      | 7:6, 7:5      |
| Washington       | Hartplatz         | Grant Connell (3) Patrick Galbraith (3) | Jonas Björkman Jakob Hlasek      | 6:4, 4:6, 6:3 |
| Indianapolis     | Hartplatz         | Todd Woodbridge (7) Mark Woodforde (6)  | Jim Grabb Richey Reneberg        | 6:4, 6:2      |
| New Haven        | Hartplatz         | Grant Connell (4) Patrick Galbraith (4) | Jacco Eltingh Paul Haarhuis      | 6:3, 7:6      |
| Sydney Indoor    | Hartplatz (Halle) | Jacco Eltingh (2) Paul Haarhuis (2)     | Byron Black Jonathan Stark       | 6:4, 7:6      |
| Tokio Indoor     | Teppich (Halle)   | Grant Connell (5) Patrick Galbraith (5) | Byron Black Jonathan Stark       | 6:3, 3:6, 6:4 |

| ATP Tour 1995    | ATP Tour 1995     | ATP Tour 1995                           | ATP Tour 1995                    | ATP Tour 1995 |
| Turnier          | Platzbelag        | Sieger                                  | Finalgegner                      | Ergebnis      |
| ---------------- | ----------------- | --------------------------------------- | -------------------------------- | ------------- |
| Memphis          | Hartplatz (Halle) | Jared Palmer (2) Richey Reneberg (6)    | Tommy Ho Brett Steven            | 7:5, 6:3      |
| Mailand          | Teppich (Halle)   | Boris Becker (2) Guy Forget (3)         | Petr Korda Karel Nováček         | 6:2, 6:4      |
| Philadelphia     | Teppich (Halle)   | Jim Grabb (5) Jonathan Stark (3)        | Paul Haarhuis Jacco Eltingh      | 7:6, 6:7, 6:3 |
| Stuttgart Indoor | Teppich (Halle)   | Grant Connell (6) Patrick Galbraith (6) | Cyril Suk Daniel Vacek           | 6:2, 6:2      |
| Barcelona        | Sand              | Trevor Kronemann David Macpherson (2)   | Andrea Gaudenzi Goran Ivanišević | 6:2, 6:4      |
| Tokio            | Hartplatz         | Mark Knowles Jonathan Stark (4)         | John Fitzgerald Anders Järryd    | 6:3, 3:6, 7:6 |
| Stuttgart        | Sand              | Tomás Carbonell Francisco Roig          | Ellis Ferreira Jan Siemerink     | 3:6, 6:3, 6:4 |
| Washington       | Hartplatz         | Olivier Delaître Jeff Tarango           | Petr Korda Cyril Suk             | 1:6, 6:3, 6:2 |
| Indianapolis     | Hartplatz         | Mark Knowles (2) Daniel Nestor          | Scott Davis Todd Martin          | 6:3, 7:5      |
| New Haven        | Hartplatz         | Rick Leach (7) Scott Melville (4)       | Leander Paes Nicolás Pereira     | 6:3, 5:7, 6:4 |
| Tokio Indoor     | Teppich (Halle)   | Jacco Eltingh (3) Paul Haarhuis (3)     | Jakob Hlasek Patrick McEnroe     | 7:6, 6:4      |

| ATP Tour 1996 | ATP Tour 1996     | ATP Tour 1996                           | ATP Tour 1996                    | ATP Tour 1996 |
| Turnier       | Platzbelag        | Sieger                                  | Finalgegner                      | Ergebnis      |
| ------------- | ----------------- | --------------------------------------- | -------------------------------- | ------------- |
| Antwerpen     | Teppich (Halle)   | Jonas Björkman Nicklas Kulti            | Menno Oosting Jewgeni Kafelnikow | 6:4, 6:4      |
| Memphis       | Hartplatz (Halle) | Mark Knowles (3) Daniel Nestor (2)      | Todd Woodbridge Mark Woodforde   | 7:6, 1:6, 6:4 |
| Philadelphia  | Teppich (Halle)   | Todd Woodbridge (8) Mark Woodforde (7)  | Byron Black Grant Connell        | 7:6, 6:2      |
| Mailand       | Teppich (Halle)   | Andrea Gaudenzi Goran Ivanišević        | Guy Forget Jakob Hlasek          | 6:4, 7:5      |
| Barcelona     | Sand              | Luis Lobo Javier Sánchez (3)            | Neil Broad Piet Norval           | 6:1, 6:3      |
| Tokio         | Hartplatz         | Todd Woodbridge (9) Mark Woodforde (8)  | Mark Knowles Rick Leach          | 6:2, 6:3      |
| Stuttgart     | Sand              | Libor Pimek Byron Talbot (2)            | Tomás Carbonell Francisco Roig   | 6:2, 5:7, 6:4 |
| Washington    | Hartplatz         | Grant Connell (7) Scott Davis (4)       | Doug Flach Chris Woodruff        | 7:6, 3:6, 6:3 |
| Indianapolis  | Hartplatz         | Jim Grabb (6) Richey Reneberg (7)       | Petr Korda Cyril Suk             | 6:0, 7:5      |
| New Haven     | Hartplatz         | Byron Black (3) Grant Connell (8)       | Jonas Björkman Nicklas Kulti     | 6:4, 6:2      |
| Wien          | Teppich (Halle)   | Jewgeni Kafelnikow (2) Daniel Vacek (2) | Menno Oosting Pavel Vízner       | 6:4, 7:5      |

| ATP Tour 1997 | ATP Tour 1997     | ATP Tour 1997                            | ATP Tour 1997                      | ATP Tour 1997 |
| Turnier       | Platzbelag        | Sieger                                   | Finalgegner                        | Ergebnis      |
| ------------- | ----------------- | ---------------------------------------- | ---------------------------------- | ------------- |
| Antwerpen     | Hartplatz (Halle) | David Adams (2) Olivier Delaître (2)     | Sandon Stolle Cyril Suk            | 3:6, 6:2, 6:1 |
| Memphis       | Hartplatz (Halle) | Ellis Ferreira Patrick Galbraith (7)     | Rick Leach Jonathan Stark          | 6:2, 6:3      |
| Philadelphia  | Hartplatz (Halle) | Sébastien Lareau Alex O’Brien            | Ellis Ferreira Patrick Galbraith   | 6:3, 6:3      |
| Mailand       | Teppich (Halle)   | Pablo Albano Peter Nyborg                | David Adams Andrei Olchowski       | 6:4, 6:4      |
| Barcelona     | Sand              | Alberto Berasategui Jordi Burillo        | Pablo Albano Àlex Corretja         | 6:3, 7:5      |
| Tokio         | Hartplatz         | Martin Damm Daniel Vacek (3)             | Justin Gimelstob Patrick Rafter    | 2:6, 6:2, 7:6 |
| Stuttgart     | Sand              | Gustavo Kuerten Fernando Meligeni        | Donald Johnson Francisco Montana   | 6:4, 6:4      |
| Washington    | Hartplatz         | Luke Jensen Murphy Jensen                | Neville Godwin Fernon Wibier       | 6:4, 6:4      |
| Indianapolis  | Hartplatz         | Michael Tebbutt Mikael Tillström         | Jonas Björkman Nicklas Kulti       | 7:6, 7:5      |
| New Haven     | Hartplatz         | Mahesh Bhupathi Leander Paes             | Sébastien Lareau Alex O’Brien      | 6:3, 6:7, 7:5 |
| Singapur      | Teppich (Halle)   | Mahesh Bhupathi (2) Leander Paes (2)     | Rick Leach Jonathan Stark          | 6:4, 6:4      |
| Wien          | Teppich (Halle)   | Ellis Ferreira (2) Patrick Galbraith (8) | Marc-Kevin Goellner David Prinosil | 6:3, 6:4      |

| ATP Tour 1998 | ATP Tour 1998     | ATP Tour 1998                            | ATP Tour 1998                        | ATP Tour 1998 |
| Turnier       | Platzbelag        | Sieger                                   | Finalgegner                          | Ergebnis      |
| ------------- | ----------------- | ---------------------------------------- | ------------------------------------ | ------------- |
| Antwerpen     | Hartplatz (Halle) | Wayne Ferreira Jewgeni Kafelnikow (3)    | Tomás Carbonell Francisco Roig       | 6:3 7:5       |
| Memphis       | Hartplatz (Halle) | Todd Woodbridge (10) Mark Woodforde (9)  | Ellis Ferreira David Roditi          | 6:4, 6:2      |
| Philadelphia  | Hartplatz (Halle) | Jacco Eltingh (4) Paul Haarhuis (4)      | David Macpherson Richey Reneberg     | 7:6, 6:7, 6:2 |
| London        | Teppich (Halle)   | Martin Damm (2) Jim Grabb (7)            | Jewgeni Kafelnikow Daniel Vacek      | 6:4, 7:5      |
| Barcelona     | Sand              | Jacco Eltingh (5) Paul Haarhuis (5)      | Ellis Ferreira Rick Leach            | 7:5, 6:0      |
| Tokio         | Hartplatz         | Sébastien Lareau (2) Daniel Nestor (3)   | Olivier Delaître Stefano Pescosolido | 6:3, 6:4      |
| Stuttgart     | Sand              | Olivier Delaître (3) Fabrice Santoro     | Joshua Eagle Jim Grabb               | 6:1, 3:6, 6:3 |
| Washington    | Hartplatz         | Grant Stafford Kevin Ullyett             | Wayne Ferreira Patrick Galbraith     | 6:2, 6:4      |
| Indianapolis  | Hartplatz         | Jiří Novák David Rikl (2)                | Mark Knowles Daniel Nestor           | 7:5, 4:6, 6:1 |
| New Haven     | Hartplatz         | Wayne Arthurs Peter Tramacchi            | Sébastien Lareau Alex O’Brien        | 7:6, 1:6, 6:3 |
| Singapur      | Teppich (Halle)   | Todd Woodbridge (11) Mark Woodforde (10) | Mahesh Bhupathi Leander Paes         | 6:2, 6:3      |
| Wien          | Teppich (Halle)   | Jewgeni Kafelnikow (4) Daniel Vacek (4)  | David Adams John-Laffnie de Jager    | 7:5, 6:3      |

| ATP Tour 1999 | ATP Tour 1999     | ATP Tour 1999                             | ATP Tour 1999                     | ATP Tour 1999   |
| Turnier       | Platzbelag        | Sieger                                    | Finalgegner                       | Ergebnis        |
| ------------- | ----------------- | ----------------------------------------- | --------------------------------- | --------------- |
| Rotterdam     | Hartplatz (Halle) | David Adams (3) John-Laffnie de Jager     | Neil Broad Peter Tramacchi        | 6:75, 6:3, 6:4  |
| Memphis       | Hartplatz (Halle) | Todd Woodbridge (12) Mark Woodforde (11)  | Sébastien Lareau Alex O’Brien     | 6:4, 7:5        |
| London        | Teppich (Halle)   | Tim Henman Greg Rusedski                  | Byron Black Wayne Ferreira        | 6:3, 7:66       |
| Barcelona     | Sand              | Paul Haarhuis (6) Jewgeni Kafelnikow (5)  | Massimo Bertolini Cristian Brandi | 7:5, 6:3        |
| Tokio         | Hartplatz         | Jeff Tarango (2) Daniel Vacek (5)         | Wayne Black Brian MacPhie         | 4:3 aufgg.      |
| Stuttgart     | Sand              | Jaime Oncins Daniel Orsanic               | Aleksandar Kitinov Jack Waite     | 6:2, 6:1        |
| Kitzbühel     | Sand              | Chris Haggard Peter Nyborg (2)            | Álex Calatrava Dušan Vemić        | 6:3, 6:74, 7:64 |
| Washington    | Hartplatz         | Justin Gimelstob (2) Sébastien Lareau (3) | David Adams John-Laffnie de Jager | 7:5, 6:7, 6:3   |
| Indianapolis  | Hartplatz         | Paul Haarhuis (7) Jared Palmer (3)        | Olivier Delaître Leander Paes     | 6:3, 6:4        |
| Singapur      | Hartplatz (Halle) | Maks Mirny Eric Taino                     | Todd Woodbridge Mark Woodforde    | 6:3, 6:4        |
| Wien          | Hartplatz (Halle) | David Prinosil Sandon Stolle              | Piet Norval Kevin Ullyett         | 6:3, 6:4        |

### 2000 bis 2009
| ATP Tour 2000 | ATP Tour 2000     | ATP Tour 2000                             | ATP Tour 2000                       | ATP Tour 2000    |
| Turnier       | Platzbelag        | Sieger                                    | Finalgegner                         | Ergebnis         |
| ------------- | ----------------- | ----------------------------------------- | ----------------------------------- | ---------------- |
| Memphis       | Hartplatz (Halle) | Justin Gimelstob (2) Sébastien Lareau (4) | Jim Grabb Richey Reneberg           | 6:4, 6:4         |
| Rotterdam     | Hartplatz (Halle) | David Adams (4) John-Laffnie de Jager (2) | Tim Henman Jewgeni Kafelnikow       | 5:7, 6:2, 6:3    |
| London        | Hartplatz (Halle) | David Adams (5) John-Laffnie de Jager (3) | Jan-Michael Gambill Scott Humphries | 6:3, 6:77, 7:611 |
| Mexiko-Stadt  | Sand              | Byron Black (4) Donald Johnson            | Gastón Etlis Martín Rodríguez       | 6:3, 7:5         |
| Barcelona     | Sand              | Nicklas Kulti (2) Mikael Tillström (2)    | Paul Haarhuis Sandon Stolle         | 6:2, 6:7, 7:6    |
| Stuttgart     | Sand              | Jiří Novák (2) David Rikl (3)             | Lucas Arnold Ker Donald Johnson     | 5:7, 6:2, 6:3    |
| Kitzbühel     | Sand              | Pablo Albano (2) Cyril Suk (5)            | Joshua Eagle Andrew Florent         | 6:3, 3:6, 6:3    |
| Washington    | Hartplatz         | Alex O’Brien (2) Jared Palmer (4)         | Andre Agassi Sargis Sargsian        | 7:5, 6:1         |
| Indianapolis  | Hartplatz         | Lleyton Hewitt Sandon Stolle (2)          | Jonas Björkman Maks Mirny           | 7:6, 4:6, 7:6    |
| Wien          | Hartplatz (Halle) | Jewgeni Kafelnikow (6) Nenad Zimonjić     | Jiří Novák David Rikl               | 6:4, 6:4         |
| Tokio         | Hartplatz         | Mahesh Bhupathi (3) Leander Paes (3)      | Michael Hill Jeff Tarango           | 6:4, 6:7, 6:3    |

| ATP Tour 2001 | ATP Tour 2001     | ATP Tour 2001                          | ATP Tour 2001                     | ATP Tour 2001 |
| Turnier       | Platzbelag        | Sieger                                 | Finalgegner                       | Ergebnis      |
| ------------- | ----------------- | -------------------------------------- | --------------------------------- | ------------- |
| Rotterdam     | Hartplatz (Halle) | Jonas Björkman (2) Roger Federer       | Petr Pála Pavel Vízner            | 6:3, 6:0      |
| Memphis       | Hartplatz (Halle) | Bob Bryan Mike Bryan                   | Alex O’Brien Jonathan Stark       | 6:2, 6:2      |
| Dubai         | Hartplatz         | Joshua Eagle Sandon Stolle (3)         | Daniel Nestor Nenad Zimonjić      | 6:4, 6:4      |
| Acapulco      | Sand              | Donald Johnson (2) Gustavo Kuerten (2) | David Adams Martín Alberto García | 6:3, 7:65     |
| Barcelona     | Sand              | Donald Johnson (3) Jared Palmer (5)    | Tommy Robredo Fernando Vicente    | 7:6, 6:4      |
| Stuttgart     | Sand              | Guillermo Cañas Rainer Schüttler       | Michael Hill Jeff Tarango         | 4:6, 7:6, 6:4 |
| Kitzbühel     | Sand              | Àlex Corretja Luis Lobo (2)            | Simon Aspelin Andrew Kratzmann    | 6:1, 6:4      |
| Washington    | Hartplatz         | Martin Damm (3) David Prinosil (2)     | Bob Bryan Mike Bryan              | 7:6, 6:3      |
| Indianapolis  | Hartplatz         | Mark Knowles (4) Brian MacPhie         | Mahesh Bhupathi Sébastien Lareau  | 7:6, 6:3      |
| Tokio         | Hartplatz         | Rick Leach (8) David Macpherson (3)    | Paul Hanley Nathan Healey         | 1:6, 7:6, 7:6 |
| Wien          | Hartplatz (Halle) | Martin Damm (4) Radek Štěpánek         | Jiří Novák David Rikl             | 6:3, 6:2      |

| ATP Tour 2002 | ATP Tour 2002     | ATP Tour 2002                        | ATP Tour 2002                      | ATP Tour 2002     |
| Turnier       | Platzbelag        | Sieger                               | Finalgegner                        | Ergebnis          |
| ------------- | ----------------- | ------------------------------------ | ---------------------------------- | ----------------- |
| Memphis       | Hartplatz (Halle) | Brian MacPhie (2) Nenad Zimonjić (2) | Bob Bryan Mike Bryan               | 6:3, 3:6, [10:4]  |
| Rotterdam     | Hartplatz (Halle) | Roger Federer (2) Maks Mirny (2)     | Mark Knowles Daniel Nestor         | 4:6, 6:3, [10:4]  |
| Dubai         | Hartplatz         | Mark Knowles (5) Daniel Nestor (4)   | Joshua Eagle Sandon Stolle         | 3:6, 6:3, [13:11] |
| Acapulco      | Sand              | Bob Bryan (2) Mike Bryan (2)         | Martin Damm David Rikl             | 6:1, 3:6, [10:2]  |
| Barcelona     | Sand              | Michael Hill Daniel Vacek (6)        | Lucas Arnold Ker Gastón Etlis      | 6:4, 6:4          |
| Kitzbühel     | Sand              | Robbie Koenig Thomas Shimada         | Lucas Arnold Ker Àlex Corretja     | 7:63, 6:4         |
| Washington    | Hartplatz         | Wayne Black Kevin Ullyett (2)        | Bob Bryan Mike Bryan               | 3:6, 6:3, 7:5     |
| Indianapolis  | Hartplatz         | Mark Knowles (6) Daniel Nestor (5)   | Mahesh Bhupathi Maks Mirny         | 4:6, 7:6, 6:4     |
| Tokio         | Hartplatz         | Jeff Coetzee Chris Haggard (2)       | Jan-Michael Gambill Graydon Oliver | 7:6, 6:4          |
| Wien          | Hartplatz (Halle) | Joshua Eagle (2) Sandon Stolle (4)   | Jiří Novák Radek Štěpánek          | 6:4, 6:3          |

| ATP Tour 2003 | ATP Tour 2003     | ATP Tour 2003                       | ATP Tour 2003                    | ATP Tour 2003 |
| Turnier       | Platzbelag        | Sieger                              | Finalgegner                      | Ergebnis      |
| ------------- | ----------------- | ----------------------------------- | -------------------------------- | ------------- |
| Rotterdam     | Hartplatz (Halle) | Wayne Arthurs (2) Paul Hanley       | Roger Federer Maks Mirny         | 7:64, 6:2     |
| Memphis       | Hartplatz (Halle) | Mark Knowles (7) Daniel Nestor (6)  | Bob Bryan Mike Bryan             | 6:2, 7:6      |
| Dubai         | Hartplatz         | Leander Paes (4) David Rikl (4)     | Wayne Black Kevin Ullyett        | 6:3, 6:0      |
| Acapulco      | Sand              | Mark Knowles (8) Daniel Nestor (7)  | David Ferrer Fernando Vicente    | 6:3, 6:3      |
| Barcelona     | Sand              | Bob Bryan (3) Mike Bryan (3)        | Chris Haggard Robbie Koenig      | 6:4, 6:3      |
| Stuttgart     | Sand              | Tomáš Cibulec Pavel Vízner          | Jewgeni Kafelnikow Kevin Ullyett | 3:6, 6:3, 6:4 |
| Kitzbühel     | Sand              | Martin Damm (5) Cyril Suk (6)       | Jürgen Melzer Alexander Peya     | 6:4, 6:4      |
| Tokio         | Hartplatz         | Justin Gimelstob (3) Nicolas Kiefer | Scott Humphries Mark Merklein    | 6:7, 6:3, 7:6 |
| Wien          | Hartplatz (Halle) | Yves Allegro Roger Federer (3)      | Mahesh Bhupathi Maks Mirny       | 7:6, 7:5      |

| ATP Tour 2004 | ATP Tour 2004     | ATP Tour 2004                           | ATP Tour 2004                    | ATP Tour 2004  |
| Turnier       | Platzbelag        | Sieger                                  | Finalgegner                      | Ergebnis       |
| ------------- | ----------------- | --------------------------------------- | -------------------------------- | -------------- |
| Rotterdam     | Hartplatz (Halle) | Paul Hanley (2) Radek Štěpánek (2)      | Jonathan Erlich Andy Ram         | 5:7, 7:65, 7:5 |
| Memphis       | Hartplatz (Halle) | Bob Bryan (4) Mike Bryan (4)            | Jeff Coetzee Chris Haggard       | 6:3, 6:4       |
| Dubai         | Hartplatz         | Mahesh Bhupathi (4) Fabrice Santoro (2) | Jonas Björkman Leander Paes      | 6:2, 4:6, 6:4  |
| Acapulco      | Sand              | Bob Bryan (5) Mike Bryan (5)            | Juan Ignacio Chela Nicolás Massú | 6:2, 6:3       |
| Barcelona     | Sand              | Mark Knowles (9) Daniel Nestor (8)      | Mariano Hood Sebastián Prieto    | 4:6, 6:3, 6:4  |
| Stuttgart     | Sand              | Jiří Novák (3) Radek Štěpánek (3)       | Simon Aspelin Todd Perry         | 6:2, 6:4       |
| Kitzbühel     | Sand              | Leoš Friedl František Čermák            | Lucas Arnold Ker Martín García   | 6:3, 7:5       |
| Tokio         | Hartplatz         | Jared Palmer (6) Pavel Vízner (2)       | Jiří Novák Petr Pála             | 5:1 aufgg.     |
| Wien          | Hartplatz (Halle) | Martin Damm (6) Cyril Suk (7)           | Gastón Etlis Martín Rodríguez    | 6:7, 6:4, 7:6  |

| ATP Tour 2005 | ATP Tour 2005     | ATP Tour 2005                       | ATP Tour 2005                    | ATP Tour 2005  |
| Turnier       | Platzbelag        | Sieger                              | Finalgegner                      | Ergebnis       |
| ------------- | ----------------- | ----------------------------------- | -------------------------------- | -------------- |
| Rotterdam     | Hartplatz (Halle) | Jonathan Erlich Andy Ram            | Cyril Suk Pavel Vízner           | 6:4, 4:6, 6:3  |
| Memphis       | Hartplatz (Halle) | Simon Aspelin Todd Perry            | Bob Bryan Mike Bryan             | 6:4, 6:4       |
| Dubai         | Hartplatz         | Martin Damm (7) Radek Štěpánek (4)  | Jonas Björkman Fabrice Santoro   | 6:2, 6:4       |
| Acapulco      | Sand              | David Ferrer Santiago Ventura       | Jiří Vaněk Tomáš Zíb             | 4:6, 6:1, 6:4  |
| Barcelona     | Sand              | Leander Paes (5) Nenad Zimonjić (3) | Feliciano López Rafael Nadal     | 6:3, 6:3       |
| Stuttgart     | Sand              | José Acasuso Sebastián Prieto       | Mariano Hood Tommy Robredo       | 7:6, 6:3       |
| Kitzbühel     | Sand              | Andrei Pavel Leoš Friedl            | Christophe Rochus Olivier Rochus | 6:2, 6:75, 6:0 |
| Tokio         | Hartplatz         | Satoshi Iwabuchi Takao Suzuki       | Simon Aspelin Todd Perry         | 5:4, 5:4       |
| Wien          | Hartplatz (Halle) | Mark Knowles (10) Daniel Nestor (9) | Jonathan Erlich Andy Ram         | 5:3, 5:4       |

| ATP Tour 2006 | ATP Tour 2006     | ATP Tour 2006                        | ATP Tour 2006                        | ATP Tour 2006     |
| Turnier       | Platzbelag        | Sieger                               | Finalgegner                          | Ergebnis          |
| ------------- | ----------------- | ------------------------------------ | ------------------------------------ | ----------------- |
| Rotterdam     | Hartplatz (Halle) | Paul Hanley (3) Kevin Ullyett (3)    | Jonathan Erlich Andy Ram             | 7:64, 7:62        |
| Memphis       | Hartplatz (Halle) | Ivo Karlović Chris Haggard (3)       | James Blake Mardy Fish               | 0:6, 7:5, [10:5]  |
| Dubai         | Hartplatz         | Paul Hanley (4) Kevin Ullyett (4)    | Mark Knowles Daniel Nestor           | 1:6, 6:2, [10:1]  |
| Acapulco      | Sand              | František Čermák (2) Leoš Friedl (3) | Potito Starace Filippo Volandri      | 7:5, 6:2          |
| Barcelona     | Sand              | Mark Knowles (11) Daniel Nestor (10) | Mariusz Fyrstenberg Marcin Matkowski | 6:2, 6:7, [10:5]  |
| Stuttgart     | Sand              | Gastón Gaudio Maks Mirny (3)         | Yves Allegro Robert Lindstedt        | 7:5, 6:7, [12:10] |
| Kitzbühel     | Sand              | Philipp Kohlschreiber Stefan Koubek  | Oliver Marach Cyril Suk              | 6:2, 6:3          |
| Tokio         | Hartplatz         | Ashley Fisher Tripp Phillips         | Paul Goldstein Jim Thomas            | 6:2, 7:5          |
| Wien          | Hartplatz (Halle) | Petr Pála Pavel Vízner (3)           | Julian Knowle Jürgen Melzer          | 6:4, 3:6, [12:10] |

| ATP Tour 2007 | ATP Tour 2007     | ATP Tour 2007                           | ATP Tour 2007                            | ATP Tour 2007     |
| Turnier       | Platzbelag        | Sieger                                  | Finalgegner                              | Ergebnis          |
| ------------- | ----------------- | --------------------------------------- | ---------------------------------------- | ----------------- |
| Rotterdam     | Hartplatz (Halle) | Martin Damm (8) Leander Paes (6)        | Andrei Pavel Alexander Waske             | 6:3, 6:75, [10:7] |
| Memphis       | Hartplatz (Halle) | Eric Butorac Jamie Murray               | Julian Knowle Jürgen Melzer              | 7:5, 6:3          |
| Dubai         | Hartplatz         | Fabrice Santoro (3) Nenad Zimonjić (4)  | Mahesh Bhupathi Radek Štěpánek           | 7:5, 6:7, [10:7]  |
| Acapulco      | Sand              | Potito Starace Martín Vassallo Argüello | Lukáš Dlouhý Pavel Vízner                | 6:0, 6:2          |
| Barcelona     | Sand              | Andrei Pavel (2) Alexander Waske        | Rafael Nadal Bartolomé Salvá Vidal       | 6:3, 7:6          |
| Stuttgart     | Sand              | František Čermák (3) Leoš Friedl (4)    | Guillermo García López Fernando Verdasco | 6:4, 6:4          |
| Kitzbühel     | Sand              | Potito Starace (2) Luis Horna           | Tomas Behrend Christopher Kas            | 7:64, 7:65        |
| Tokio         | Hartplatz         | Jordan Kerr Robert Lindstedt            | Frank Dancevic Stephen Huss              | 6:4, 6:4          |
| Wien          | Hartplatz (Halle) | Mariusz Fyrstenberg Marcin Matkowski    | Tomas Behrend Christopher Kas            | 6:4, 6:2          |

| ATP Tour 2008 | ATP Tour 2008     | ATP Tour 2008                             | ATP Tour 2008                         | ATP Tour 2008     |
| Turnier       | Platzbelag        | Sieger                                    | Finalgegner                           | Ergebnis          |
| ------------- | ----------------- | ----------------------------------------- | ------------------------------------- | ----------------- |
| Rotterdam     | Hartplatz (Halle) | Tomáš Berdych Dmitri Tursunow             | Philipp Kohlschreiber Michail Juschny | 7:5, 3:6, [10:7]  |
| Memphis       | Hartplatz (Halle) | Mahesh Bhupathi (5) Mark Knowles (12)     | Sanchai Ratiwatana Sonchat Ratiwatana | 7:65, 6:2         |
| Acapulco      | Sand              | Oliver Marach Michal Mertiňák             | Agustín Calleri Luis Horna            | 6:2, 6:73, [10:7] |
| Dubai         | Hartplatz         | Mahesh Bhupathi (6) Mark Knowles (13)     | Martin Damm Pavel Vízner              | 7:5, 7:6          |
| Barcelona     | Sand              | Bob Bryan (6) Mike Bryan (6)              | Mariusz Fyrstenberg Marcin Matkowski  | 6:3, 6:2          |
| Stuttgart     | Sand              | Christopher Kas Philipp Kohlschreiber (2) | Michael Berrer Mischa Zverev          | 6:3, 6:4          |
| Kitzbühel     | Sand              | Jamie Cerretani Victor Hănescu            | Lucas Arnold Ker Olivier Rochus       | 6:3, 7:5          |
| Tokio         | Hartplatz         | Michail Juschny Mischa Zverev             | Lukáš Dlouhý Leander Paes             | 6:3, 6:4          |
| Wien          | Hartplatz (Halle) | Maks Mirny (4) Andy Ram (2)               | Philipp Petzschner Alexander Peya     | 6:1, 7:5          |

| ATP World Tour 2009 | ATP World Tour 2009 | ATP World Tour 2009                      | ATP World Tour 2009                  | ATP World Tour 2009 |
| Turnier             | Platzbelag          | Sieger                                   | Finalgegner                          | Ergebnis            |
| ------------------- | ------------------- | ---------------------------------------- | ------------------------------------ | ------------------- |
| Rotterdam           | Hartplatz (Halle)   | Daniel Nestor (11) Nenad Zimonjić (5)    | Lukáš Dlouhý Leander Paes            | 6:2, 7:5            |
| Memphis             | Hartplatz (Halle)   | Mardy Fish Mark Knowles (14)             | Travis Parrott Filip Polášek         | 7:67, 6:1           |
| Acapulco            | Hartplatz           | František Čermák (4) Michal Mertiňák (2) | Łukasz Kubot Oliver Marach           | 4:6, 6:4, [10:7]    |
| Dubai               | Hartplatz           | Rik De Voest Dmitri Tursunow (2)         | Martin Damm Robert Lindstedt         | 4:6, 6:3, [10:5]    |
| Barcelona           | Sand                | Daniel Nestor (12) Nenad Zimonjić (6)    | Mahesh Bhupathi Mark Knowles         | 6:3, 7:69           |
| Hamburg             | Sand                | Simon Aspelin (2) Paul Hanley (5)        | Marcelo Melo Filip Polášek           | 6:3, 6:3            |
| Washington          | Hartplatz           | Martin Damm (9) Robert Lindstedt (2)     | Mariusz Fyrstenberg Marcin Matkowski | 7:5, 7:63           |
| Peking              | Hartplatz           | Bob Bryan (7) Mike Bryan (7)             | Mark Knowles Andy Roddick            | 6:4, 6:2            |
| Tokio               | Hartplatz           | Julian Knowle Jürgen Melzer              | Ross Hutchins Jordan Kerr            | 6:2, 5:7, [10:8]    |
| Basel               | Hartplatz (Halle)   | Daniel Nestor (13) Nenad Zimonjić (7)    | Bob Bryan Mike Bryan                 | 6:3, 6:2            |
| Valencia            | Hartplatz (Halle)   | František Čermák (5) Michal Mertiňák (3) | Marcel Granollers Tommy Robredo      | 6:4, 6:3            |

### 2010 bis 2019
| ATP World Tour 2010 | ATP World Tour 2010 | ATP World Tour 2010                   | ATP World Tour 2010                  | ATP World Tour 2010 |
| Turnier             | Platzbelag          | Sieger                                | Finalgegner                          | Ergebnis            |
| ------------------- | ------------------- | ------------------------------------- | ------------------------------------ | ------------------- |
| Rotterdam           | Hartplatz (Halle)   | Daniel Nestor (14) Nenad Zimonjić (8) | Simon Aspelin Paul Hanley            | 6:4, 4:6, [10:7]    |
| Memphis             | Hartplatz (Halle)   | John Isner Sam Querrey                | Ross Hutchins Jordan Kerr            | 6:4, 6:4            |
| Acapulco            | Hartplatz           | Łukasz Kubot Oliver Marach (2)        | Fabio Fognini Potito Starace         | 6:0, 6:0            |
| Dubai               | Hartplatz           | Simon Aspelin (3) Paul Hanley (6)     | Lukáš Dlouhý Leander Paes            | 6:2, 6:3            |
| Barcelona           | Sand                | Daniel Nestor (15) Nenad Zimonjić (9) | Lleyton Hewitt Mark Knowles          | 4:6, 6:3, [10:6]    |
| Hamburg             | Sand                | Marc López David Marrero              | Jérémy Chardy Paul-Henri Mathieu     | 6:3, 2:6, [10:8]    |
| Washington          | Hartplatz           | Mardy Fish (2) Mark Knowles (15)      | Tomáš Berdych Radek Štěpánek         | 4:6, 7:67, [10:7]   |
| Peking              | Hartplatz           | Bob Bryan (8) Mike Bryan (8)          | Mariusz Fyrstenberg Marcin Matkowski | 6:1, 7:65           |
| Tokio               | Hartplatz           | Eric Butorac (2) Jean-Julien Rojer    | Andreas Seppi Dmitri Tursunow        | 6:3, 6:2            |
| Basel               | Hartplatz (Halle)   | Bob Bryan (9) Mike Bryan (9)          | Daniel Nestor Nenad Zimonjić         | 6:3, 3:6, [10:3]    |
| Valencia            | Hartplatz (Halle)   | Andy Murray Jamie Murray (2)          | Mahesh Bhupathi Maks Mirny           | 7:68, 5:7, [10:7]   |

| ATP World Tour 2011 | ATP World Tour 2011 | ATP World Tour 2011                    | ATP World Tour 2011            | ATP World Tour 2011 |
| Turnier             | Platzbelag          | Sieger                                 | Finalgegner                    | Ergebnis            |
| ------------------- | ------------------- | -------------------------------------- | ------------------------------ | ------------------- |
| Rotterdam           | Hartplatz (Halle)   | Jürgen Melzer (2) Philipp Petzschner   | Michaël Llodra Nenad Zimonjić  | 4:6, 6:3, [10:5]    |
| Memphis             | Hartplatz (Halle)   | Maks Mirny (5) Daniel Nestor (16)      | Eric Butorac Jean-Julien Rojer | 6:2, 6:76, [10:3]   |
| Acapulco            | Hartplatz           | Victor Hănescu (2) Horia Tecău         | Marcelo Melo Bruno Soares      | 6:1, 6:3            |
| Dubai               | Hartplatz           | Serhij Stachowskyj Michail Juschny (2) | Jérémy Chardy Feliciano López  | 4:6, 6:3, [10:3]    |
| Barcelona           | Sand                | Santiago González Scott Lipsky         | Bob Bryan Mike Bryan           | 5:7, 6:2, [12:10]   |
| Hamburg             | Sand                | Oliver Marach (3) Alexander Peya       | František Čermák Filip Polášek | 6:4, 6:1            |
| Washington          | Hartplatz           | Michaël Llodra Nenad Zimonjić (10)     | Robert Lindstedt Horia Tecău   | 6:73, 7:66, [10:7]  |
| Peking              | Hartplatz           | Michaël Llodra (2) Nenad Zimonjić (11) | Robert Lindstedt Horia Tecău   | 7:62, 7:64          |
| Tokio               | Hartplatz           | Andy Murray (2) Jamie Murray (3)       | František Čermák Filip Polášek | 6:1, 6:4            |
| Basel               | Hartplatz (Halle)   | Michaël Llodra (3) Nenad Zimonjić (12) | Maks Mirny Daniel Nestor       | 6:4, 7:5            |
| Valencia            | Hartplatz (Halle)   | Bob Bryan (10) Mike Bryan (10)         | Eric Butorac Jean-Julien Rojer | 6:4, 7:69           |

| ATP World Tour 2012 | ATP World Tour 2012 | ATP World Tour 2012                          | ATP World Tour 2012                            | ATP World Tour 2012 |
| Turnier             | Platzbelag          | Sieger                                       | Finalgegner                                    | Ergebnis            |
| ------------------- | ------------------- | -------------------------------------------- | ---------------------------------------------- | ------------------- |
| Rotterdam           | Hartplatz (Halle)   | Michaël Llodra (4) Nenad Zimonjić (13)       | Robert Lindstedt Horia Tecău                   | 4:6, 7:5, [16:14]   |
| Memphis             | Hartplatz (Halle)   | Maks Mirny (6) Daniel Nestor (17)            | Ivan Dodig Marcelo Melo                        | 4:6, 7:5, [10:7]    |
| Acapulco            | Sand                | David Marrero (2) Fernando Verdasco          | Marcel Granollers Marc López                   | 6:3, 6:4            |
| Dubai               | Hartplatz           | Mahesh Bhupathi (7) Rohan Bopanna            | Mariusz Fyrstenberg Marcin Matkowski           | 6:4, 3:6, [10:5]    |
| Barcelona           | Sand                | Mariusz Fyrstenberg (2) Marcin Matkowski (2) | Marcel Granollers Marc López                   | 2:6, 7:67, [10:8]   |
| Hamburg             | Sand                | David Marrero (3) Fernando Verdasco (2)      | Rogério Dutra da Silva Daniel Muñoz de la Nava | 6:4, 6:3            |
| Washington          | Hartplatz           | Treat Huey Dominic Inglot                    | Kevin Anderson Sam Querrey                     | 7:67, 6:79, [10:5]  |
| Peking              | Hartplatz           | Bob Bryan (11) Mike Bryan (11)               | Carlos Berlocq Denis Istomin                   | 6:3, 6:2            |
| Tokio               | Hartplatz           | Alexander Peya (2) Bruno Soares              | Leander Paes Radek Štěpánek                    | 6:3, 7:65           |
| Basel               | Hartplatz (Halle)   | Daniel Nestor (18) Nenad Zimonjić (14)       | Treat Huey Dominic Inglot                      | 7:5, 6:74, [10:5]   |
| Valencia            | Hartplatz (Halle)   | Alexander Peya (3) Bruno Soares (2)          | David Marrero Fernando Verdasco                | 6:3, 6:2            |

| ATP World Tour 2013 | ATP World Tour 2013 | ATP World Tour 2013                          | ATP World Tour 2013                | ATP World Tour 2013 |
| Turnier             | Platzbelag          | Sieger                                       | Finalgegner                        | Ergebnis            |
| ------------------- | ------------------- | -------------------------------------------- | ---------------------------------- | ------------------- |
| Rotterdam           | Hartplatz (Halle)   | Robert Lindstedt (3) Nenad Zimonjić (15)     | Thiemo de Bakker Jesse Huta Galung | 5:7, 6:3, [10:8]    |
| Memphis             | Hartplatz (Halle)   | Bob Bryan (12) Mike Bryan (12)               | James Blake Jack Sock              | 6:1, 6:2            |
| Acapulco            | Sand                | Łukasz Kubot (2) David Marrero (4)           | Simone Bolelli Fabio Fognini       | 7:5, 6:2            |
| Dubai               | Hartplatz           | Mahesh Bhupathi (8) Michaël Llodra (5)       | Robert Lindstedt Nenad Zimonjić    | 7:66, 7:66          |
| Barcelona           | Sand                | Alexander Peya (4) Bruno Soares (3)          | Daniel Nestor Robert Lindstedt     | 5:7, 7:67, [10:4]   |
| Hamburg             | Sand                | Mariusz Fyrstenberg (3) Marcin Matkowski (3) | Alexander Peya Bruno Soares        | 3:6, 6:1, [10:8]    |
| Washington          | Hartplatz           | Julien Benneteau Nenad Zimonjić (16)         | Mardy Fish Radek Štěpánek          | 7:65, 7:5           |
| Peking              | Hartplatz           | Maks Mirny (7) Horia Tecău (2)               | Fabio Fognini Andreas Seppi        | 6:4, 6:2            |
| Tokio               | Hartplatz           | Rohan Bopanna (2) Édouard Roger-Vasselin     | Jamie Murray John Peers            | 7:65, 6:4           |
| Basel               | Hartplatz (Halle)   | Treat Huey (2) Dominic Inglot (2)            | Julian Knowle Oliver Marach        | 3:6, 6:3, [4:10]    |
| Valencia            | Hartplatz (Halle)   | Alexander Peya (5) Bruno Soares (4)          | Bob Bryan Mike Bryan               | 7:63, 6:71, [13:11] |

| ATP World Tour 2014 | ATP World Tour 2014 | ATP World Tour 2014                     | ATP World Tour 2014             | ATP World Tour 2014 |
| Turnier             | Platzbelag          | Sieger                                  | Finalgegner                     | Ergebnis            |
| ------------------- | ------------------- | --------------------------------------- | ------------------------------- | ------------------- |
| Rotterdam           | Hartplatz (Halle)   | Michaël Llodra (6) Nicolas Mahut        | Jean-Julien Rojer Horia Tecău   | 6:2, 7:64           |
| Rio de Janeiro      | Sand                | Juan Sebastián Cabal Robert Farah       | David Marrero Marcelo Melo      | 6:4, 6:2            |
| Acapulco            | Hartplatz           | Kevin Anderson Matthew Ebden            | Feliciano López Maks Mirny      | 6:3, 6:3            |
| Dubai               | Hartplatz           | Rohan Bopanna (3) Aisam-ul-Haq Qureshi  | Daniel Nestor Nenad Zimonjić    | 6:4, 6:3            |
| Barcelona           | Sand                | Jesse Huta Galung Stéphane Robert       | Daniel Nestor Nenad Zimonjić    | 6:3, 6:3            |
| Hamburg             | Sand                | Florin Mergea Marin Draganja            | Alexander Peya Bruno Soares     | 6:4, 7:5            |
| Washington          | Hartplatz           | Jean-Julien Rojer (2) Horia Tecău (3)   | Samuel Groth Leander Paes       | 7:5, 6:4            |
| Peking              | Hartplatz           | Jean-Julien Rojer (3) Horia Tecău (4)   | Julien Benneteau Vasek Pospisil | 6:76, 7:5, [10:5]   |
| Tokio               | Hartplatz           | Pierre-Hugues Herbert Michał Przysiężny | Ivan Dodig Marcelo Melo         | 6:3, 6:73, [10:5]   |
| Basel               | Hartplatz (Halle)   | Vasek Pospisil Nenad Zimonjić (17)      | Marin Draganja Henri Kontinen   | 7:613, 1:6, [10:5]  |
| Valencia            | Hartplatz (Halle)   | Jean-Julien Rojer (4) Horia Tecău (5)   | Kevin Anderson Jérémy Chardy    | 6:4, 6:2            |

| ATP World Tour 2015 | ATP World Tour 2015 | ATP World Tour 2015                         | ATP World Tour 2015                   | ATP World Tour 2015 |
| Turnier             | Platzbelag          | Sieger                                      | Finalgegner                           | Ergebnis            |
| ------------------- | ------------------- | ------------------------------------------- | ------------------------------------- | ------------------- |
| Rotterdam           | Hartplatz (Halle)   | Jean-Julien Rojer (5) Horia Tecău (6)       | Jamie Murray John Peers               | 2:6, 7:5, [10:8]    |
| Rio de Janeiro      | Sand                | Martin Kližan Philipp Oswald                | Pablo Andújar Oliver Marach           | 7:63, 6:4           |
| Acapulco            | Hartplatz           | Ivan Dodig Marcelo Melo                     | Mariusz Fyrstenberg Santiago González | 7:62, 5:7, [10:3]   |
| Dubai               | Hartplatz           | Rohan Bopanna (4) Daniel Nestor (19)        | Aisam-ul-Haq Qureshi Nenad Zimonjić   | 6:4, 6:1            |
| Barcelona           | Sand                | Marin Draganja (2) Henri Kontinen           | Jamie Murray John Peers               | 6:3, 6:76, [11:9]   |
| Halle               | Rasen               | Raven Klaasen Rajeev Ram                    | Rohan Bopanna Florin Mergea           | 7:65, 6:2           |
| Queen’s Club        | Rasen               | Pierre-Hugues Herbert (2) Nicolas Mahut (2) | Marcin Matkowski Nenad Zimonjić       | 6:2, 6:2            |
| Hamburg             | Sand                | Jamie Murray (4) John Peers                 | Juan Sebastián Cabal Robert Farah     | 2:6, 6:3, [10:8]    |
| Washington          | Hartplatz           | Bob Bryan (13) Mike Bryan (13)              | Ivan Dodig Marcelo Melo               | 6:4, 6:2            |
| Peking              | Hartplatz           | Vasek Pospisil (2) Jack Sock                | Daniel Nestor Édouard Roger-Vasselin  | 3:6, 6:3, [10:6]    |
| Tokio               | Hartplatz           | Raven Klaasen (2) Marcelo Melo (2)          | Juan Sebastián Cabal Robert Farah     | 7:65, 3:6, [10:7]   |
| Wien                | Hartplatz (Halle)   | Łukasz Kubot (3) Marcelo Melo (3)           | Jamie Murray John Peers               | 4:6, 7:63, [10:6]   |
| Basel               | Hartplatz (Halle)   | Alexander Peya (6) Bruno Soares (5)         | Jamie Murray John Peers               | 7:5, 7:5            |

| ATP World Tour 2016 | ATP World Tour 2016 | ATP World Tour 2016                           | ATP World Tour 2016                | ATP World Tour 2016 |
| Turnier             | Platzbelag          | Sieger                                        | Finalgegner                        | Ergebnis            |
| ------------------- | ------------------- | --------------------------------------------- | ---------------------------------- | ------------------- |
| Rotterdam           | Hartplatz (Halle)   | Nicolas Mahut (3) Vasek Pospisil (3)          | Philipp Petzschner Alexander Peya  | 7:62, 6:4           |
| Rio de Janeiro      | Sand                | Juan Sebastián Cabal (2) Robert Farah (2)     | David Marrero Pablo Carreño Busta  | 7:65, 6:1           |
| Dubai               | Hartplatz           | Simone Bolelli Andreas Seppi                  | Feliciano López Marc López         | 6:2, 3:6, [14:12]   |
| Acapulco            | Hartplatz           | Treat Huey (3) Maks Mirny (8)                 | Philipp Petzschner Alexander Peya  | 7:65, 6:3           |
| Barcelona           | Sand                | Bob Bryan (14) Mike Bryan (14)                | Pablo Cuevas Marcel Granollers     | 7:5, 7:5            |
| Halle               | Rasen               | Raven Klaasen (3) Rajeev Ram (2)              | Łukasz Kubot Alexander Peya        | 7:65, 6:2           |
| Queen’s Club        | Rasen               | Pierre-Hugues Herbert (3) Nicolas Mahut (4)   | Chris Guccione André Sá            | 6:3, 7:65           |
| Hamburg             | Sand                | Henri Kontinen (2) John Peers (2)             | Daniel Nestor Aisam-ul-Haq Qureshi | 7:5, 6:3            |
| Washington          | Hartplatz           | Daniel Nestor (20) Édouard Roger-Vasselin (2) | Łukasz Kubot Alexander Peya        | 7:63, 7:64          |
| Peking              | Hartplatz           | Pablo Carreño Busta Rafael Nadal              | Jack Sock Bernard Tomic            | 6:76, 6:2, [10:8]   |
| Tokio               | Hartplatz           | Marcel Granollers Marcin Matkowski (4)        | Raven Klaasen Rajeev Ram           | 6:2, 7:64           |
| Wien                | Hartplatz (Halle)   | Łukasz Kubot (4) Marcelo Melo (4)             | Oliver Marach Fabrice Martin       | 4:6, 6:3, [13:11]   |
| Basel               | Hartplatz (Halle)   | Marcel Granollers (2) Jack Sock (2)           | Robert Lindstedt Michael Venus     | 6:3, 6:4            |

| ATP World Tour 2017 | ATP World Tour 2017 | ATP World Tour 2017                        | ATP World Tour 2017                     | ATP World Tour 2017 |
| Turnier             | Platzbelag          | Sieger                                     | Finalgegner                             | Ergebnis            |
| ------------------- | ------------------- | ------------------------------------------ | --------------------------------------- | ------------------- |
| Rotterdam           | Hartplatz (Halle)   | Ivan Dodig (2) Marcel Granollers (3)       | Wesley Koolhof Matwé Middelkoop         | 7:65, 6:3           |
| Rio de Janeiro      | Sand                | Pablo Carreño Busta (2) Pablo Cuevas       | Juan Sebastián Cabal Robert Farah       | 6:4, 5:7, [10:8]    |
| Dubai               | Hartplatz           | Jean-Julien Rojer (6) Horia Tecău (7)      | Rohan Bopanna Marcin Matkowski          | 4:6, 6:3, [10:3]    |
| Acapulco            | Hartplatz           | Jamie Murray (5) Bruno Soares (6)          | John Isner Feliciano López              | 6:3, 6:3            |
| Barcelona           | Sand                | Florin Mergea (2) Aisam-ul-Haq Qureshi (2) | Philipp Petzschner Alexander Peya       | 6:4, 6:3            |
| Halle               | Rasen               | Łukasz Kubot (5) Marcelo Melo (5)          | Alexander Zverev Mischa Zverev          | 5:7, 6:3, [10:8]    |
| Queen’s Club        | Rasen               | Jamie Murray (6) Bruno Soares (7)          | Julien Benneteau Édouard Roger-Vasselin | 6:2, 6:3            |
| Hamburg             | Sand                | Ivan Dodig (3) Mate Pavić                  | Pablo Cuevas Marc López                 | 6:3, 6:4            |
| Washington          | Hartplatz           | Henri Kontinen (3) John Peers (3)          | Łukasz Kubot Marcelo Melo               | 7:65, 6:4           |
| Peking              | Hartplatz           | Henri Kontinen (4) John Peers (4)          | John Isner Jack Sock                    | 6:3, 3:6, [10:7]    |
| Tokio               | Hartplatz           | Ben McLachlan Yasutaka Uchiyama            | Jamie Murray Bruno Soares               | 6:4, 7:61           |
| Wien                | Hartplatz (Halle)   | Rohan Bopanna (5) Pablo Cuevas (2)         | Marcelo Demoliner Sam Querrey           | 7:67, 6:74, [11:9]  |
| Basel               | Hartplatz (Halle)   | Ivan Dodig (4) Marcel Granollers (4)       | Fabrice Martin Édouard Roger-Vasselin   | 7:5, 7:66           |

| ATP World Tour 2018 | ATP World Tour 2018 | ATP World Tour 2018                         | ATP World Tour 2018                    | ATP World Tour 2018 |
| Turnier             | Platzbelag          | Sieger                                      | Finalgegner                            | Ergebnis            |
| ------------------- | ------------------- | ------------------------------------------- | -------------------------------------- | ------------------- |
| Rotterdam           | Hartplatz (Halle)   | Pierre-Hugues Herbert (4) Nicolas Mahut (5) | Oliver Marach Mate Pavić               | 2:6, 6:2, [10:7]    |
| Rio de Janeiro      | Sand                | David Marrero (5) Fernando Verdasco (3)     | Nikola Mektić Alexander Peya           | 5:7, 7:5, [10:8]    |
| Acapulco            | Hartplatz           | Jamie Murray (7) Bruno Soares (8)           | Bob Bryan Mike Bryan                   | 7:64, 7:5           |
| Dubai               | Hartplatz           | Jean-Julien Rojer (7) Horia Tecău (8)       | Jamie Cerretani Leander Paes           | 7:62, 6:2           |
| Barcelona           | Sand                | Feliciano López Marc López (2)              | Aisam-ul-Haq Qureshi Jean-Julien Rojer | 7:65, 6:4           |
| Halle               | Rasen               | Łukasz Kubot (6) Marcelo Melo (6)           | Alexander Zverev Mischa Zverev         | 7:61, 6:4           |
| Queen’s Club        | Rasen               | Henri Kontinen (5) John Peers (5)           | Jamie Murray Bruno Soares              | 6:4, 6:3            |
| Hamburg             | Sand                | Julio Peralta Horacio Zeballos              | Oliver Marach Mate Pavić               | 6:1, 4:6, [10:6]    |
| Washington          | Hartplatz           | Jamie Murray (8) Bruno Soares (9)           | Mike Bryan Édouard Roger-Vasselin      | 3:6, 6:3, [10:4]    |
| Peking              | Hartplatz           | Łukasz Kubot (7) Marcelo Melo (7)           | Oliver Marach Mate Pavić               | 6:1, 6:4            |
| Tokio               | Hartplatz           | Ben McLachlan (2) Jan-Lennard Struff        | Michael Venus Raven Klaasen            | 6:4, 7:5            |
| Basel               | Hartplatz (Halle)   | Dominic Inglot (3) Franko Škugor            | Alexander Zverev Mischa Zverev         | 6:2, 7:5            |
| Wien                | Hartplatz (Halle)   | Joe Salisbury Neal Skupski                  | Mike Bryan Édouard Roger-Vasselin      | 7:65, 6:3           |

| ATP Tour 2019  | ATP Tour 2019     | ATP Tour 2019                                | ATP Tour 2019                          | ATP Tour 2019     |
| Turnier        | Platzbelag        | Sieger                                       | Finalgegner                            | Ergebnis          |
| -------------- | ----------------- | -------------------------------------------- | -------------------------------------- | ----------------- |
| Rotterdam      | Hartplatz (Halle) | Jérémy Chardy Henri Kontinen (6)             | Jean-Julien Rojer Horia Tecău          | 7:65, 7:64        |
| Rio de Janeiro | Sand              | Máximo González Nicolás Jarry                | Thomaz Bellucci Rogério Dutra da Silva | 6:73, 6:3, [10:7] |
| Acapulco       | Hartplatz         | Alexander Zverev Mischa Zverev               | Austin Krajicek Artem Sitak            | 6:2, 6:74, [10:5] |
| Dubai          | Hartplatz         | Rajeev Ram (3) Joe Salisbury (2)             | Ben McLachlan Jan-Lennard Struff       | 7:64, 6:3         |
| Barcelona      | Sand              | Juan Sebastián Cabal (3) Robert Farah (3)    | Jamie Murray Bruno Soares              | 6:4, 7:64         |
| Halle          | Rasen             | Raven Klaasen (4) Michael Venus              | Łukasz Kubot Marcelo Melo              | 4:6, 6:3, [10:4]  |
| Queen’s Club   | Rasen             | Feliciano López (2) Andy Murray (3)          | Rajeev Ram Joe Salisbury               | 7:66, 5:7, [10:5] |
| Hamburg        | Sand              | Oliver Marach (4) Jürgen Melzer (3)          | Robin Haase Wesley Koolhof             | 6:2, 7:63         |
| Washington     | Hartplatz         | Raven Klaasen (5) Michael Venus (2)          | Jean-Julien Rojer Horia Tecău          | 3:6, 6:3, [10:2]  |
| Peking         | Hartplatz         | Filip Polášek Ivan Dodig (5)                 | Łukasz Kubot Marcelo Melo              | 6:3, 7:64         |
| Tokio          | Hartplatz         | Nicolas Mahut (6) Édouard Roger-Vasselin (3) | Nikola Mektić Franko Škugor            | 7:67, 6:4         |
| Basel          | Hartplatz (Halle) | Jean-Julien Rojer (8) Horia Tecău (9)        | Taylor Fritz Reilly Opelka             | 7:5, 6:3          |
| Wien           | Hartplatz (Halle) | Rajeev Ram (4) Joe Salisbury (3)             | Łukasz Kubot Marcelo Melo              | 6:4, 6:75, [10:5] |

### 2020 bis 2025
| ATP Tour 2020  | ATP Tour 2020     | ATP Tour 2020                                | ATP Tour 2020                           | ATP Tour 2020                           |
| Turnier        | Platzbelag        | Sieger                                       | Finalgegner                             | Ergebnis                                |
| -------------- | ----------------- | -------------------------------------------- | --------------------------------------- | --------------------------------------- |
| Rotterdam      | Hartplatz (Halle) | Pierre-Hugues Herbert (5) Nicolas Mahut (7)  | Henri Kontinen Jan-Lennard Struff       | 7:65, 4:6, [10:7]                       |
| Rio de Janeiro | Sand              | Marcel Granollers (5) Horacio Zeballos (2)   | Salvatore Caruso Federico Gaio          | 6:4, 5:7, [10:7]                        |
| Acapulco       | Hartplatz         | Łukasz Kubot (8) Marcelo Melo (8)            | Juan Sebastián Cabal Robert Farah       | 7:66, 6:74, [11:9]                      |
| Dubai          | Hartplatz         | John Peers (6) Michael Venus (3)             | Raven Klaasen Oliver Marach             | 6:3, 6:2                                |
| Barcelona      | Sand              | Aufgrund der COVID-19-Pandemie abgesagt      | Aufgrund der COVID-19-Pandemie abgesagt | Aufgrund der COVID-19-Pandemie abgesagt |
| Halle          | Rasen             | Aufgrund der COVID-19-Pandemie abgesagt      | Aufgrund der COVID-19-Pandemie abgesagt | Aufgrund der COVID-19-Pandemie abgesagt |
| Queen’s Club   | Rasen             | Aufgrund der COVID-19-Pandemie abgesagt      | Aufgrund der COVID-19-Pandemie abgesagt | Aufgrund der COVID-19-Pandemie abgesagt |
| Hamburg        | Sand              | John Peers (7) Michael Venus (4)             | Ivan Dodig Mate Pavić                   | 6:3, 6:4                                |
| Washington     | Hartplatz         | Aufgrund der COVID-19-Pandemie abgesagt      | Aufgrund der COVID-19-Pandemie abgesagt | Aufgrund der COVID-19-Pandemie abgesagt |
| Peking         | Hartplatz         | Aufgrund der COVID-19-Pandemie abgesagt      | Aufgrund der COVID-19-Pandemie abgesagt | Aufgrund der COVID-19-Pandemie abgesagt |
| Tokio          | Hartplatz         | Aufgrund der COVID-19-Pandemie abgesagt      | Aufgrund der COVID-19-Pandemie abgesagt | Aufgrund der COVID-19-Pandemie abgesagt |
| Basel          | Hartplatz (Halle) | Aufgrund der COVID-19-Pandemie abgesagt      | Aufgrund der COVID-19-Pandemie abgesagt | Aufgrund der COVID-19-Pandemie abgesagt |
| St. Petersburg | Hartplatz (Halle) | Jürgen Melzer (4) Édouard Roger-Vasselin (4) | Marcelo Demoliner Matwé Middelkoop      | 6:2, 7:64                               |
| Wien           | Hartplatz (Halle) | Łukasz Kubot (9) Marcelo Melo (9)            | Jamie Murray Neal Skupski               | 65:5                                    |

| ATP Tour 2021 | ATP Tour 2021     | ATP Tour 2021                               | ATP Tour 2021                           | ATP Tour 2021                           |
| Turnier       | Platzbelag        | Sieger                                      | Finalgegner                             | Ergebnis                                |
| ------------- | ----------------- | ------------------------------------------- | --------------------------------------- | --------------------------------------- |
| Rotterdam     | Hartplatz (Halle) | Nikola Mektić Mate Pavić (2)                | Kevin Krawietz Horia Tecău              | 7:67, 6:2                               |
| Acapulco      | Hartplatz         | Ken Skupski Neal Skupski (2)                | Marcel Granollers Horacio Zeballos      | 7:63, 6:4                               |
| Dubai         | Hartplatz         | Juan Sebastián Cabal (4) Robert Farah (4)   | Nikola Mektić Mate Pavić                | 7:60, 7:64                              |
| Barcelona     | Sand              | Juan Sebastián Cabal (5) Robert Farah (5)   | Kevin Krawietz Horia Tecău              | 6:4, 6:2                                |
| Halle         | Rasen             | Kevin Krawietz Horia Tecău (10)             | Félix Auger-Aliassime Hubert Hurkacz    | 7:64, 6:4                               |
| Queen’s Club  | Rasen             | Pierre-Hugues Herbert (6) Nicolas Mahut (8) | Reilly Opelka John Peers                | 6:4, 7:5                                |
| Hamburg       | Sand              | Tim Pütz Michael Venus (5)                  | Kevin Krawietz Horia Tecău              | 6:3, 6:73, [10:8]                       |
| Washington    | Hartplatz         | Raven Klaasen (6) Ben McLachlan (3)         | Neal Skupski Michael Venus              | 7:64, 6:4                               |
| Peking        | Hartplatz         | Aufgrund der COVID-19-Pandemie abgesagt     | Aufgrund der COVID-19-Pandemie abgesagt | Aufgrund der COVID-19-Pandemie abgesagt |
| Tokio         | Hartplatz         | Aufgrund der COVID-19-Pandemie abgesagt     | Aufgrund der COVID-19-Pandemie abgesagt | Aufgrund der COVID-19-Pandemie abgesagt |
| Basel         | Hartplatz (Halle) | Aufgrund der COVID-19-Pandemie abgesagt     | Aufgrund der COVID-19-Pandemie abgesagt | Aufgrund der COVID-19-Pandemie abgesagt |
| Wien          | Hartplatz (Halle) | Juan Sebastián Cabal (6) Robert Farah (6)   | Rajeev Ram Joe Salisbury                | 6:4, 6:2                                |

| ATP Tour 2022  | ATP Tour 2022     | ATP Tour 2022                              | ATP Tour 2022                        | ATP Tour 2022      |
| Turnier        | Platzbelag        | Sieger                                     | Finalgegner                          | Ergebnis           |
| -------------- | ----------------- | ------------------------------------------ | ------------------------------------ | ------------------ |
| Rotterdam      | Hartplatz (Halle) | Robin Haase Matwé Middelkoop               | Lloyd Harris Tim Pütz                | 4:6, 7:65, [10:5]  |
| Rio de Janeiro | Sand              | Simone Bolelli (2) Fabio Fognini           | Jamie Murray Bruno Soares            | 7:5, 6:72, [10:6]  |
| Acapulco       | Hartplatz         | Feliciano López (3) Stefanos Tsitsipas     | Marcelo Arévalo Jean-Julien Rojer    | 7:5, 6:4           |
| Dubai          | Hartplatz         | Tim Pütz (2) Michael Venus (6)             | Nikola Mektić Mate Pavić             | 6:3, 6:75, [16:14] |
| Barcelona      | Sand              | Kevin Krawietz (2) Andreas Mies            | Wesley Koolhof Neal Skupski          | 6:73, 7:65, [10:6] |
| Halle          | Rasen             | Marcel Granollers (6) Horacio Zeballos (3) | Tim Pütz Michael Venus               | 6:4, 6:75, [14:12] |
| Queen’s Club   | Rasen             | Nikola Mektić Mate Pavić (3)               | Lloyd Glasspool Harri Heliövaara     | 3:6, 7:63, [10:6]  |
| Hamburg        | Sand              | Lloyd Glasspool Harri Heliövaara           | Rohan Bopanna Matwé Middelkoop       | 6:2, 6:4           |
| Washington     | Hartplatz         | Nick Kyrgios Jack Sock (3)                 | Ivan Dodig Austin Krajicek           | 7:5, 6:4           |
| Astana         | Hartplatz (Halle) | Nikola Mektić (2) Mate Pavić (4)           | Adrian Mannarino Fabrice Martin      | 6:4, 6:2           |
| Tokio          | Hartplatz         | Mackenzie McDonald Marcelo Melo (10)       | Rafael Matos David Vega Hernández    | 6:4, 3:6, [10:4]   |
| Basel          | Hartplatz (Halle) | Ivan Dodig (6) Austin Krajicek             | Nicolas Mahut Édouard Roger-Vasselin | 6:4, 7:65          |
| Wien           | Hartplatz (Halle) | Alexander Erler Lucas Miedler              | Santiago González Andrés Molteni     | 6:3, 7:61          |
| Peking         | Hartplatz         | Turnier abgesagt                           | Turnier abgesagt                     | Turnier abgesagt   |

| ATP Tour 2023  | ATP Tour 2023     | ATP Tour 2023                          | ATP Tour 2023                     | ATP Tour 2023      |
| Turnier        | Platzbelag        | Sieger                                 | Finalgegner                       | Ergebnis           |
| -------------- | ----------------- | -------------------------------------- | --------------------------------- | ------------------ |
| Rotterdam      | Hartplatz (Halle) | Ivan Dodig (7) Austin Krajicek (2)     | Rohan Bopanna Matthew Ebden       | 7:65, 2:6, [12:10] |
| Rio de Janeiro | Sand              | Máximo González (2) Andrés Molteni     | Juan Sebastián Cabal Marcelo Melo | 6:1, 7:63          |
| Acapulco       | Hartplatz         | Alexander Erler (2) Lucas Miedler (2)  | Nathaniel Lammons Jackson Withrow | 7:69, 7:63         |
| Dubai          | Hartplatz         | Maxime Cressy Fabrice Martin           | Lloyd Glasspool Harri Heliövaara  | 7:62, 6:4          |
| Barcelona      | Sand              | Máximo González (3) Andrés Molteni (2) | Wesley Koolhof Neal Skupski       | 6:3, 6:78, [10:4]  |
| Halle          | Rasen             | Marcelo Melo (11) John Peers (8)       | Simone Bolelli Andrea Vavassori   | 7:63, 3:6, [10:6]  |
| Queen’s Club   | Rasen             | Ivan Dodig (8) Austin Krajicek (3)     | Taylor Fritz Jiří Lehečka         | 6:4, 6:75, [10:3]  |
| Hamburg        | Sand              | Kevin Krawietz (3) Tim Pütz (3)        | Sander Gillé Joran Vliegen        | 7:64, 6:3          |
| Washington     | Hartplatz         | Máximo González (4) Andrés Molteni (3) | Mackenzie McDonald Ben Shelton    | 6:74, 6:2, [10:6]  |
| Peking         | Hartplatz         | Ivan Dodig (9) Austin Krajicek (4)     | Wesley Koolhof Neal Skupski       | 6:712, 6:3, [10:5] |
| Tokio          | Hartplatz         | Rinky Hijikata Max Purcell             | Jamie Murray Michael Venus        | 6:4, 6:1           |
| Basel          | Hartplatz (Halle) | Rajeev Ram (5) Joe Salisbury (4)       | Nathaniel Lammons Jackson Withrow | 6:4, 5:7, [12:10]  |
| Wien           | Hartplatz (Halle) | Rajeev Ram (6) Joe Salisbury (5)       | Nathaniel Lammons Jackson Withrow | 6:4, 5:7, [12:10]  |

| ATP Tour 2024  | ATP Tour 2024     | ATP Tour 2024                            | ATP Tour 2024                        | ATP Tour 2024     |
| Turnier        | Platzbelag        | Sieger                                   | Finalgegner                          | Ergebnis          |
| -------------- | ----------------- | ---------------------------------------- | ------------------------------------ | ----------------- |
| Rotterdam      | Hartplatz (Halle) | Wesley Koolhof Nikola Mektić (3)         | Robin Haase Botic van de Zandschulp  | 6:3, 7:5          |
| Rio de Janeiro | Sand              | Nicolás Barrientos Rafael Matos          | Alexander Erler Lucas Miedler        | 6:4, 6:3          |
| Acapulco       | Hartplatz         | Hugo Nys Jan Zieliński                   | Santiago González Neal Skupski       | 6:3, 6:2          |
| Dubai          | Hartplatz         | Tallon Griekspoor Jan-Lennard Struff (2) | Ivan Dodig Austin Krajicek           | 6:4, 4:6, [10:6]  |
| Barcelona      | Sand              | Máximo González (5) Andrés Molteni (4)   | Hugo Nys Jan Zieliński               | 4:6, 6:4, [11:9]  |
| Halle          | Rasen             | Simone Bolelli (3) Andrea Vavassori      | Kevin Krawietz Tim Pütz              | 7:63, 7:65        |
| Queen’s Club   | Rasen             | Neal Skupski (3) Michael Venus (7)       | Taylor Fritz Karen Chatschanow       | 4:6, 7:65, [10:8] |
| Hamburg        | Sand              | Kevin Krawietz (4) Tim Pütz (4)          | Fabien Reboul Édouard Roger-Vasselin | 7:68, 6:2         |
| Washington     | Hartplatz         | Nathaniel Lammons Jackson Withrow        | Rafael Matos Marcelo Melo            | 7:5, 6:3          |
| Tokio          | Hartplatz         | Julian Cash Lloyd Glasspool (2)          | Ariel Behar Robert Galloway          | 6:4, 4:6, [12:10] |
| Peking         | Hartplatz         | Simone Bolelli (4) Andrea Vavassori (2)  | Harri Heliövaara Henry Patten        | 4:6, 6:3, [10:5]  |
| Basel          | Hartplatz (Halle) | Jamie Murray (9) John Peers (9)          | Wesley Koolhof Nikola Mektić         | 6:3, 7:5          |
| Wien           | Hartplatz (Halle) | Alexander Erler (3) Lucas Miedler (3)    | Neal Skupski Michael Venus           | 4:6, 6:3, [10:1]  |

| ATP Tour 2025  | ATP Tour 2025     | ATP Tour 2025                           | ATP Tour 2025                   | ATP Tour 2025      |
| Turnier        | Platzbelag        | Sieger                                  | Finalgegner                     | Ergebnis           |
| -------------- | ----------------- | --------------------------------------- | ------------------------------- | ------------------ |
| Dallas         | Hartplatz (Halle) | Christian Harrison Evan King            | Ariel Behar Robert Galloway     | 7:64, 7:64         |
| Rotterdam      | Hartplatz (Halle) | Simone Bolelli (5) Andrea Vavassori (3) | Sander Gillé Jan Zieliński      | 6:2, 4:6, [10:6]   |
| Rio de Janeiro | Sand              | Rafael Matos (2) Marcelo Melo (12)      | Pedro Martínez Jaume Munar      | 6:2, 7:5           |
| Doha           | Hartplatz         | Julian Cash (2) Lloyd Glasspool (3)     | Joe Salisbury Neal Skupski      | 6:3, 6:2           |
| Acapulco       | Hartplatz         | Christian Harrison (2) Evan King (2)    | Sadio Doumbia Fabien Reboul     | 6:4, 6:0           |
| Dubai          | Hartplatz         | Yuki Bhambri Alexei Popyrin             | Harri Heliövaara Henry Patten   | 3:6, 7:612, [10:8] |
| Barcelona      | Sand              | Sander Arends Luke Johnson              | Joe Salisbury Neal Skupski      | 6:3, 6:71, [10:6]  |
| München        | Sand              | André Göransson Sem Verbeek             | Kevin Krawietz Tim Pütz         | 6:4, 6:4           |
| Hamburg        | Sand              | Simone Bolelli (6) Andrea Vavassori (4) | Andrés Molteni Fernando Romboli | 6:4, 6:0           |
| Halle          | Rasen             | Kevin Krawietz (5) Tim Pütz (5)         | Simone Bolelli Andrea Vavassori | 6:3, 7:64          |
| Queen’s Club   | Rasen             | Julian Cash (3) Lloyd Glasspool (4)     | Nikola Mektić Michael Venus     | 6:3, 6:75, [10:6]  |
| Washington     | Hartplatz         | Simone Bolelli (7) Andrea Vavassori (5) | Hugo Nys Édouard Roger-Vasselin | 6:3, 6:4           |
| Peking         | Hartplatz         |                                         |                                 |                    |
| Tokio          | Hartplatz         |                                         |                                 |                    |
| Basel          | Hartplatz (Halle) |                                         |                                 |                    |
| Wien           | Hartplatz (Halle) |                                         |                                 |                    |

## Siegerstatistik
Anmerkungen
- Noch aktive Athleten sind in Fettschrift hervorgehoben.
- Spieler, die die Nationalität wechselten, sind unter der Nationalität angegeben, für die sie ihren letzten Sieg errangen.

| #    | Spieler                | Siege |
| ---- | ---------------------- | ----- |
| 1.   | Daniel Nestor          | 20    |
| 2.   | Nenad Zimonjić         | 17    |
| 3.   | Mark Knowles           | 15    |
| 4.   | Bob Bryan              | 14    |
| 4.   | Mike Bryan             | 14    |
| 6.   | Marcelo Melo           | 12    |
| 6.   | Todd Woodbridge        | 12    |
| 8.   | Mark Woodforde         | 11    |
| 9.   | Horia Tecău            | 10    |
| 10.  | Martin Damm            | 9     |
| 10.  | Ivan Dodig             | 9     |
| 10.  | Łukasz Kubot           | 9     |
| 10.  | Jamie Murray           | 9     |
| 10.  | John Peers             | 9     |
| 10.  | Jean-Julien Rojer      | 9     |
| 10.  | Bruno Soares           | 9     |
| 17.  | Mahesh Bhupathi        | 8     |
| 17.  | Grant Connell          | 8     |
| 17.  | Patrick Galbraith      | 8     |
| 17.  | Rick Leach             | 8     |
| 17.  | Nicolas Mahut          | 8     |
| 17.  | Maks Mirny             | 8     |
| 23.  | Simone Bolelli         | 7     |
| 23.  | Jim Grabb              | 7     |
| 23.  | Paul Haarhuis          | 7     |
| 23.  | Richey Reneberg        | 7     |
| 23.  | Cyril Suk              | 7     |
| 23.  | Michael Venus          | 7     |
| 29.  | Juan Sebastián Cabal   | 6     |
| 29.  | Robert Farah           | 6     |
| 29.  | Marcel Granollers      | 6     |
| 29.  | Paul Hanley            | 6     |
| 29.  | Pierre-Hugues Herbert  | 6     |
| 29.  | Jewgeni Kafelnikow     | 6     |
| 29.  | Raven Klaasen          | 6     |
| 29.  | Henri Kontinen         | 6     |
| 29.  | Michaël Llodra         | 6     |
| 29.  | Leander Paes           | 6     |
| 29.  | Jared Palmer           | 6     |
| 29.  | Alexander Peya         | 6     |
| 29.  | Rajeev Ram             | 6     |
| 29.  | Daniel Vacek           | 6     |
| 43.  | David Adams            | 5     |
| 43.  | Rohan Bopanna          | 5     |
| 43.  | František Čermák       | 5     |
| 43.  | Jacco Eltingh          | 5     |
| 43.  | Máximo González        | 5     |
| 43.  | Kevin Krawietz         | 5     |
| 43.  | David Marrero          | 5     |
| 43.  | Wally Masur            | 5     |
| 43.  | Tim Pütz               | 5     |
| 43.  | Andrea Vavassori       | 5     |
| 53.  | Byron Black            | 4     |
| 53.  | Scott Davis            | 4     |
| 53.  | Leoš Friedl            | 4     |
| 53.  | Lloyd Glasspool        | 4     |
| 53.  | Austin Krajicek        | 4     |
| 53.  | Sébastien Lareau       | 4     |
| 53.  | Oliver Marach          | 4     |
| 53.  | Marcin Matkowski       | 4     |
| 53.  | Scott Melville         | 4     |
| 53.  | Andrés Molteni         | 4     |
| 53.  | Joe Salisbury          | 4     |
| 53.  | David Rikl             | 4     |
| 53.  | Édouard Roger-Vasselin | 4     |
| 53.  | Mate Pavić             | 4     |
| 53.  | Jonathan Stark         | 4     |
| 53.  | Radek Štěpánek         | 4     |
| 53.  | Sandon Stolle          | 4     |
| 53.  | Kevin Ullyett          | 4     |
| 71.  | Simon Aspelin          | 3     |
| 71.  | Julian Cash            | 3     |
| 71.  | John-Laffnie de Jager  | 3     |
| 71.  | Olivier Delaître       | 3     |
| 71.  | Alexander Erler        | 3     |
| 71.  | Roger Federer          | 3     |
| 71.  | Mariusz Fyrstenberg    | 3     |
| 71.  | Guy Forget             | 3     |
| 71.  | Justin Gimelstob       | 3     |
| 71.  | Chris Haggard          | 3     |
| 71.  | Treat Huey             | 3     |
| 71.  | Dominic Inglot         | 3     |
| 71.  | Donald Johnson         | 3     |
| 71.  | Mark Kratzmann         | 3     |
| 71.  | Robert Lindstedt       | 3     |
| 71.  | Feliciano López        | 3     |
| 71.  | Ben McLachlan          | 3     |
| 71.  | David Macpherson       | 3     |
| 71.  | Jürgen Melzer          | 3     |
| 71.  | Nikola Mektić          | 3     |
| 71.  | Michal Mertiňák        | 3     |
| 71.  | Lucas Miedler          | 3     |
| 71.  | Andy Murray            | 3     |
| 71.  | Tom Nijssen            | 3     |
| 71.  | Jiří Novák             | 3     |
| 71.  | Vasek Pospisil         | 3     |
| 71.  | Emilio Sánchez Vicario | 3     |
| 71.  | Javier Sánchez         | 3     |
| 71.  | Fabrice Santoro        | 3     |
| 71.  | Neal Skupski           | 3     |
| 71.  | Jack Sock              | 3     |
| 71.  | Fernando Verdasco      | 3     |
| 71.  | Pavel Vízner           | 3     |
| 71.  | Horacio Zeballos       | 3     |
| 105. | 42 weitere Spieler     | 2     |
| 147. | 110 weitere Spieler    | 1     |

## Nationenwertung
Anmerkungen
- Spieler, die die Nationalität wechselten, sind der Nationalität bei Turniersieg zugerechnet.

| #   | Land                     | Siege |
| --- | ------------------------ | ----- |
| 1.  | Vereinigte Staaten       | 124   |
| 2.  | Australien               | 63    |
| 3.  | Tschechien               | 47    |
| 4.  | Kanada                   | 36    |
| 5.  | Spanien                  | 34    |
| 6.  | Frankreich               | 33    |
| 7.  | Südafrika                | 29    |
| 8.  | Niederlande              | 22    |
| 8.  | Brasilien                | 22    |
| 8.  | Vereinigtes Königreich   | 22    |
| 11. | Indien                   | 19    |
| 12. | Schweden                 | 18    |
| 13. | Deutschland              | 17    |
| 13. | Serbien 1                | 17    |
| 15. | Österreich               | 16    |
| 16. | Bahamas                  | 15    |
| 16. | Polen                    | 15    |
| 18. | Argentinien              | 14    |
| 18. | Rumänien                 | 14    |
| 20. | Kroatien                 | 11    |
| 20. | Russland                 | 11    |
| 22. | Simbabwe                 | 9     |
| 23. | Belarus                  | 8     |
| 24. | Finnland                 | 6     |
| 24. | Italien                  | 6     |
| 24. | Japan                    | 6     |
| 24. | Kolumbien                | 6     |
| 24. | Schweiz                  | 6     |
| 29  | Slowakei                 | 5     |
| 30. | Philippinen              | 4     |
| 31. | Israel                   | 3     |
| 31. | Neuseeland               | 3     |
| 33. | Chile                    | 2     |
| 33. | Ecuador                  | 2     |
| 33. | Pakistan                 | 2     |
| 33. | Tschechoslowakei         | 2     |
| 33. | Uruguay                  | 2     |
| 38. | Belgien                  | 1     |
| 38. | Jugoslawien              | 1     |
| 38. | Mexiko                   | 1     |
| 38. | Niederländische Antillen | 1     |
| 38. | Peru                     | 1     |
| 38. | Ukraine                  | 1     |